# Actinotia siegenfeldi
Actinotia siegenfeldi là một loài bướm đêm trong họ Noctuidae.